# Hohenzollernstraße 12 (Bonn)

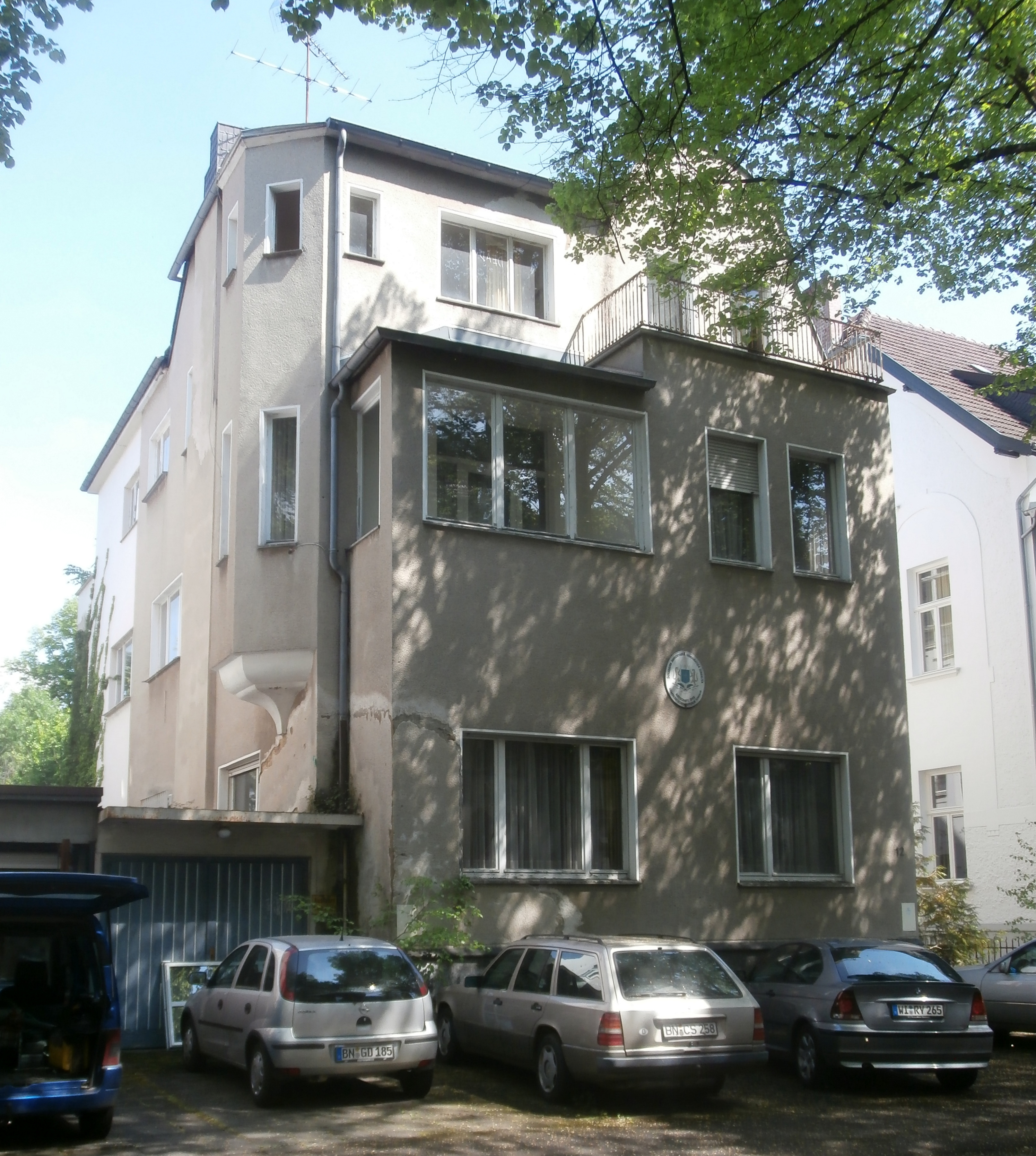
Villa Hohenzollernstraße 12 (2014)

Das Gebäude Hohenzollernstraße 12 ist eine Villa im Bonner Stadtbezirk Bad Godesberg, die 1904 errichtet wurde. Sie liegt inmitten des Ortsteils Godesberg-Villenviertel. Die Villa diente in der Zeit Bonns als Regierungssitz der Bundesrepublik Deutschland mehrfach als Botschaftsgebäude, zuletzt von Somalia, und steht in Folge unklarer Machtverhältnisse in dem Land seit 2000 leer.

## Geschichte
Ende der 1950er-Jahre hatten in dem Gebäude das Sozialamt und die Flüchtlingsberatungsstelle des Deutschen Bundesstudenrings sowie die Konsulats-, Visa- und Kulturabteilung der indonesischen Botschaft ihren Sitz.
Spätestens 1968 richtete die Republik Kenia dort die Kanzlei ihrer Botschaft ein, die hier bis 1973 beheimatet war. Von 1974 bis 1977 diente es der Botschaft der Republik Irak als Kanzleigebäude. Nachfolgender Nutzer der Immobilie wurde 1978 die Botschaft der Demokratischen Republik Somalia mit ihrer Kanzlei. Auch nach Ende der Demokratischen Republik Somalia am 26. Januar 1991 blieb die Botschaft unter der bisherigen Bezeichnung bestehen, es wurden jedoch keine neuen somalischen Diplomaten mehr akkreditiert. Nach Bildung einer Übergangsregierung Somalias im April/Mai 2000 wurde die Botschaft zum 1. Juni 2000 geschlossen, da die verbliebenen Angehörigen der Botschaft nicht mehr als diplomatische Vertreter Somalias anerkannt wurden. Anschließend ließ das Auswärtige Amt das Gebäude versiegeln. Vor 2010 wurde es verkauft. Nachdem ein Gericht entschieden hatte, dass der Verkauf des Botschaftsgebäudes in Bonn illegal war, hisste der seit März 2008 wieder amtierende somalische Botschafter dort im Januar 2011 wieder die somalische Flagge. Das Gebäude steht allerdings weiterhin leer und ist dem Verfall preisgegeben (Stand: September 2017).